# Лемберг (Саскачеван)
Ле́мберг — містечко у провінції Саскачеван, Канада. Засноване вихідцями зі Львова (Україна) у 1904 році і назване на честь рідного міста (Лемберг — назва Львова німецькою). У 1907 році отримало статус міста.

## Демографія
За даними перепису в Канаді 2001 року:
Населення: 306 осіб (-13 в порівнянні з 1996)
Площа міста: 2,67 км²
Щільність населення: 114,6 чол./км²
Середній вік жителів: 53,5 роки (чоловіків: 51,1; жінок: 56,3)
Всього приватних будинків: 178
Середній сімейний дохід: $36835

## Визначні місця

### Історичні місця
- Римо-католицька школа № 49
- Михайлівський костел
- Басейн елеватор
- Лютеранська церква Святої Трійці
- Військовий меморіал "Cenotaph"

### Місця відпочинку та розваг
- Бейсбольний парк Лемберґа
- Містечко кемпінґів
- Зал катання та керлінґу
- Спортивний комплекс (боулінґ, басейн, настільний футбол, шаффлборд, настільний теніс, снек-бар)
- Дитячий майданчик Лемберґ (Львів)

## Освіта
В Лемберґу діє середня школа «Північна долина» (класи 7-12). Початкова школа (класи 1-6) розташована в сусідньому місті Нойдорф.